# Blarina carolinensis
Blarina carolinensis är en däggdjursart som först beskrevs av John Bachman 1837.  Blarina carolinensis ingår i släktet Blarina, och familjen näbbmöss. IUCN kategoriserar arten globalt som livskraftig.
Arten blir med svans 75 till 105 mm lång, svanslängden är 17 till 30 mm och vikten är 15 till 30 g. Liksom hos andra näbbmöss förekommer en spetsig nos, små ögon och små öron. Blarina carolinensis har askgrå päls på ovansidan och något ljusare päls på undersidan. Skillnader mot andra arter av släktet Blarina finns främst i avvikande genetiska egenskaper. Arten dödar sina byten med hjälp av giftig saliv.
Denna näbbmus förekommer i södra USA från Virginia till Florida. Habitatet utgörs av olika slags skogar, buskskogar och gräsmarker med några träd. Arten vistas gärna i fuktiga områden.
Individerna vilar troligen i håligheter mellan rötter eller i andra gömställen. De använder även tunnelsystem. I större bon kan det finnas flera individer. Födan utgörs av olika ryggradslösa djur som kompletteras med några växtdelar. Fortplantningen sker under våren och sommaren. Honor kan ha tre eller fler kullar under tiden och föder upp till sju ungar per kull. Dräktigheten varar uppskattningsvis 21 till 30 dagar. Livslängden går sällan upp till två år.
Blarina carolinensis är främst aktiv under natten och efter regn. Den jagas av olika rovlevande djur som förekommer i samma region, bland annat hökfåglar, ugglor, ormar och prärievarg. Ungarna är vid födelsen nakna och blinda. De syns efter 18 till 20 dagar för första gången utanför gömstället och kort efteråt slutar honan med digivning.

## Underarter
Arten delas in i följande underarter:
- B. c. carolinensis
- B. c. minima
- B. c. shermani